# Nguyễn Minh Triết
Nguyễn Minh Triết, född 8 oktober 1942 i Bình Dươngprovisen i södra Vietnam, är en vietnamesisk politiker. Han var 27 juni 2006 till 25 juli 2011 Vietnams president. Innan han blev medlem i kommunistpartiet 1965 jobbade han som matematiklärare i Saigon.